# Tradescantia subacaulis
Tradescantia subacaulis är en himmelsblomsväxtart som beskrevs av Benjamin Franklin Bush. Tradescantia subacaulis ingår i släktet båtblommor, och familjen himmelsblomsväxter. Inga underarter finns listade.